# Pseudobradya psammophila
Pseudobradya psammophila is een eenoogkreeftjessoort uit de familie van de Ectinosomatidae. De wetenschappelijke naam van de soort is voor het eerst geldig gepubliceerd in 1975 door Bodiou.